# Pîrlița (Fălești)
Pîrlița è un comune della Moldavia situato nel distretto di Fălești di 3.392 abitanti al censimento del 2004